# Hôpital militaire britannique (Hong Kong)

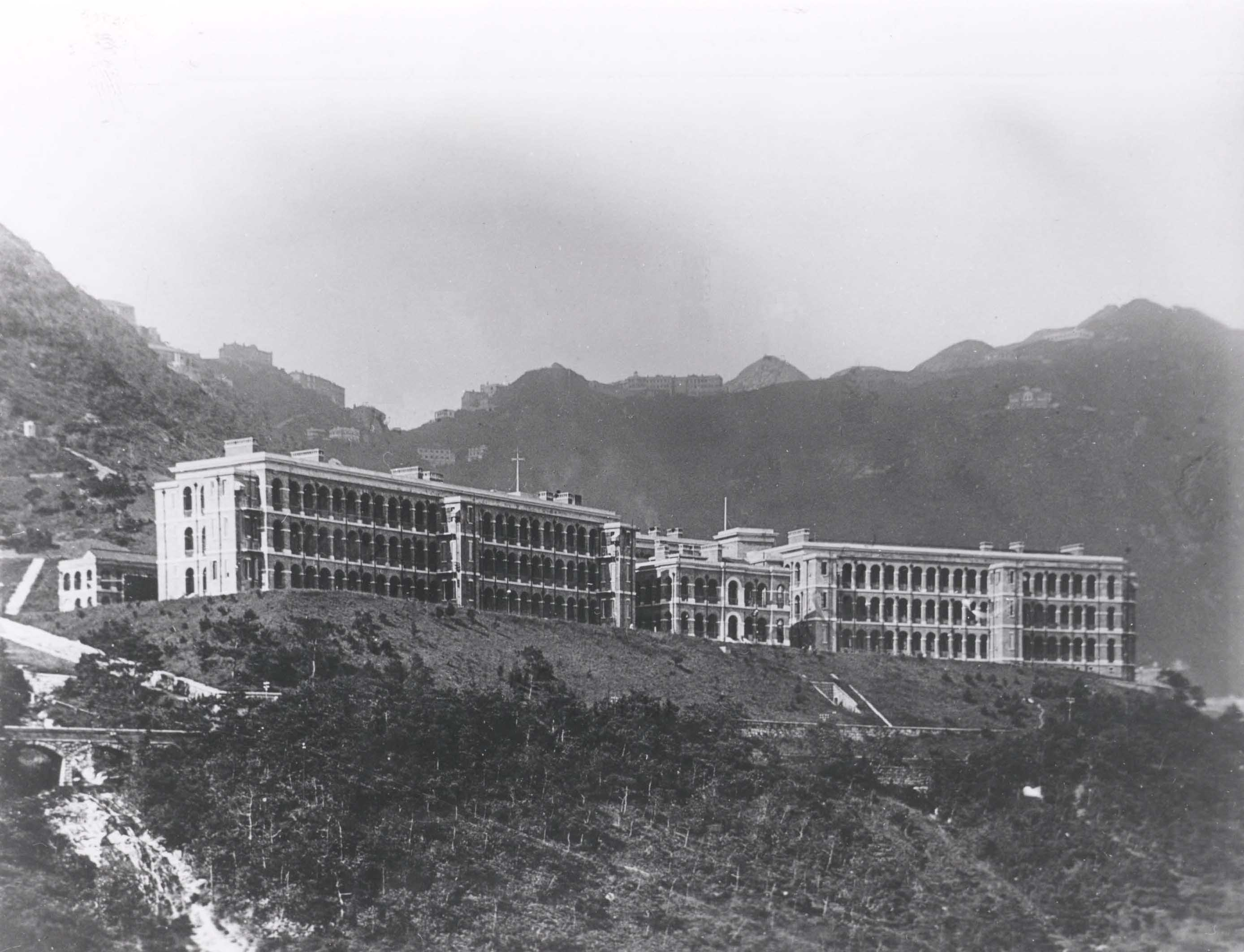
L'hôpital de Bowen Road vers 1925.

L'hôpital militaire britannique est un établissement hospitalier utilisé par la garnison de Hong Kong. Construit de 1903 à 1906, il est officiellement ouvert le 1er juillet 1907.
Souvent appelé simplement hôpital de Bowen Road, le bâtiment original était un hôpital de 150 lits construit en brique rouge. Il se composait de deux blocs, chacun de deux étages, configurés avec des quartiers et un bloc administratif central, tout en offrant une vue imprenable sur Victoria Harbour.
Durant l'occupation japonaise, une partie de l'hôpital est utilisée pour les soins aux prisonniers de guerre. Il continue à fonctionner jusqu'en 1967, date à laquelle il est remis au gouvernement colonial est déplacée vers un site de Kowloon.

## Bowen Road

### Après la mise hors-service
De 1967 à 1972, il est l'emplacement temporaire de la nouvelle Island School (en), qui a obtenu un bail de cinq ans du gouvernement. L'aile Est abrite maintenant l'école Carmel (juive), et l'école canadienne internationale (en) occupe l'aile ouest du bâtiment de 1994 à 1999, après quoi elle déménage dans de nouveaux locaux à Aberdeen.
Les anciens bâtiments hospitaliers du site adjacent sur Borrett Road, devenus vacants en 1969, sont utilisés par l'école chinoise internationale (en) dans les années 1980. Le site du 10 Borrett Road devient le premier foyer de la West Island School (en), de 1991 à 1994.
Dans le plan du quartier des Niveaux intermédiaires de 1986, le site est zoné pour devenir un espace ouvert. En mai 2001, le conseil d'urbanisme (en) le rezone à « usage gouvernemental, communautaire et institutionnel » sur recommandation du service de l'urbanisme et du bureau des antiquités et monuments, permettant la préservation des bâtiments. Le bloc principal et le bloc annexe de l'ancien hôpital militaire britannique sont des bâtiments historiques de rang I depuis 2009.
Les occupants actuels du bâtiment comprennent :
- l'école Carmel[8]
- la compagnie de théâtre Chung Ying[9]
- le jardin d'enfants chrétien du petit monde[10]
- le centre d'éducation précoce de chien de garde[11]

## King's Park
En 1967, un nouvel hôpital militaire britannique de 14 étages ouvre sur Wylie Road (en) dans la zone de King's Park (en), sur un site à l'est de l'hôpital Queen Elizabeth (en). Il remplace le campus de Bowen Road et fournit des soins médicaux aux militaires, à leurs personnes à charge et aux soldats de retour de la guerre du Viêt Nam. Le site abrite également le mess des officiers et le mess des autres grades, ainsi que des logements pour les familles des militaires dans trois pâtés de maisons : Millbank House, Worcester Heights et Canterbury Court.
Lorsque les forces armées britanniques subissent une réduction de 15 % entre 1975 et 1978, le gouvernement propose d'utiliser l'hôpital comme débordement de l'hôpital Queen Elizabeth, qui est en sous-capacité. Il achète des lits et des médicaments à l'hôpital, mais le coût élevé est jugé déraisonnable et manquant de transparence.
Au sein du groupe de liaison conjoint sino-britannique (en), un consensus se dégage pour le démolir. Il est officiellement fermé le 30 juin 1996 lorsque la garnison britannique passe de plus de 10 000 personnes à environ 3 000 en raison de l'approche de 1997 et de la rétrocession de Hong Kong à la Chine.

### Après sa fermeture
Entre 1996 et 1999, l'hôpital est remis au consulat général des Philippines comme refuge pour les aides à domicile étrangers (en), pour un bail symbolique de 1 HK$.
Le site de 7,4 hectares a une valeur marchande estimée à 5,6 milliards HK$ en 1995.Il est aujourd'hui occupé par un complexe résidentiel privé (en).